# Bulbophyllum paucisetum
Bulbophyllum paucisetum är en orkidéart som beskrevs av Johannes Jacobus Smith. Bulbophyllum paucisetum ingår i släktet Bulbophyllum och familjen orkidéer. Inga underarter finns listade i Catalogue of Life.